# عدسی‌های درشت‌نما

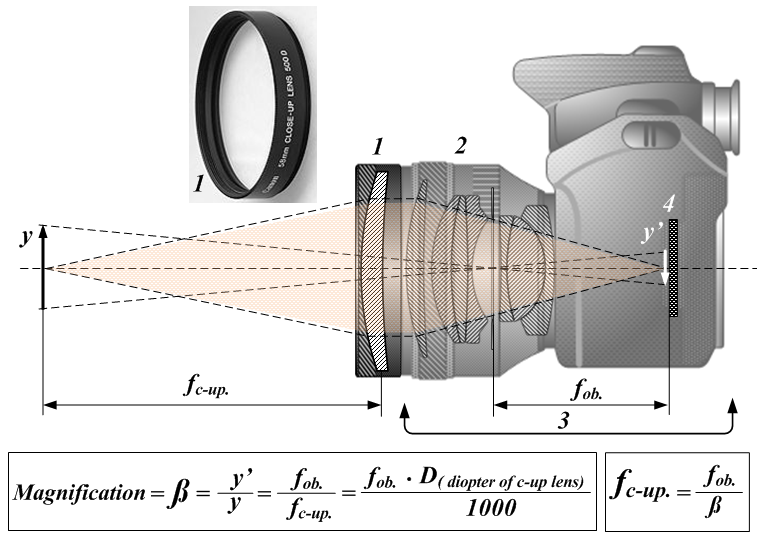
عملکرد یک عدسی درشت‌نما،
۱ - عدسی درشت‌نما.
۲ - لنز دوربین.
۳ - دوربین.
4 - صفحه فیلم یا CCD.
y - سوژه
y" - تصویر

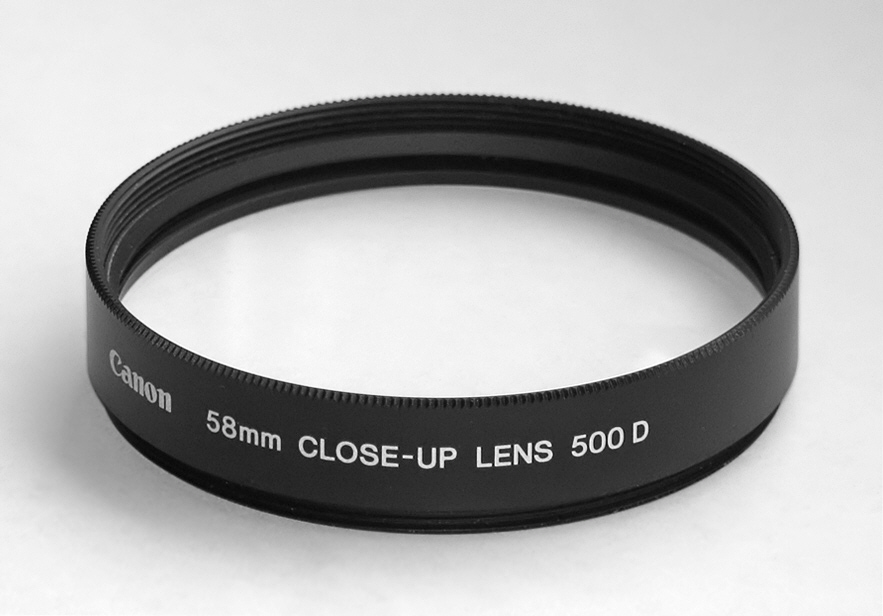
یک عدسی درشت‌نما مخصوص دوربین ۳۵ میلیمتری

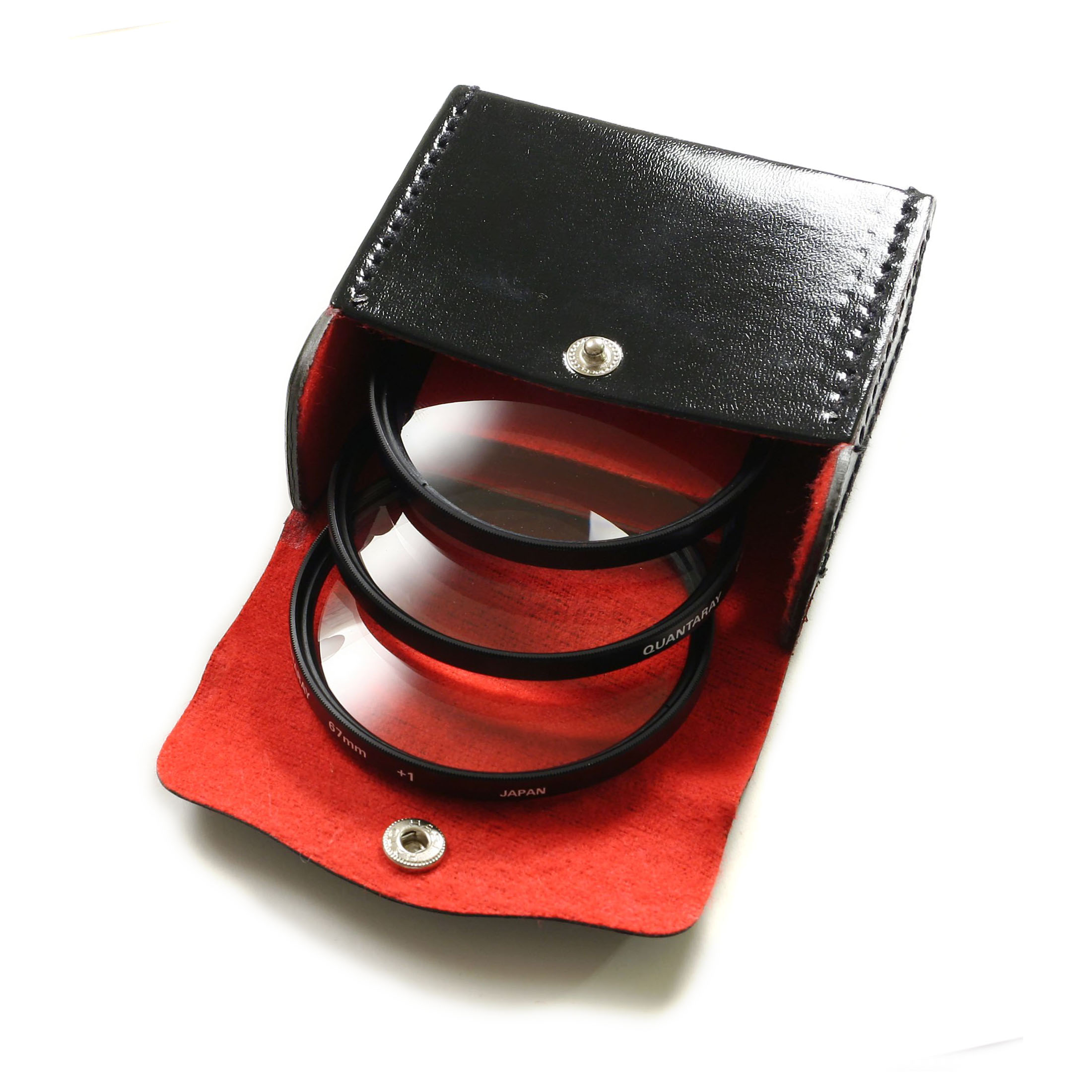
یک مجموعهٔ سه تایی فیلتر کلوزآپ

عدسی‌های درشت‌نما، در عکاسی، یک لنز ساده ثانویه‌است که عکاسی ماکرو را، بدون نیاز به لنزهای تخصصی، ممکن می‌سازد.
عدسی‌های درشت‌نما به‌طور عمده، مانند فیلترها در اندازه دهانه لنزهای دوربین توسط سازندگان لنز و فیلتر تولید و به فروش می‌رسند.

## اشکالات
استفاده متوالی از چند عدسی درشت‌نما باعث بروز اشکالات وضوح و رنگ در تصویر می‌شوند. ساخت انواع عدسی‌های درشت‌نما دیوپترهای متفاوت و کیفیت بالا، عکاس را قادر به ثبت تصاویر عالی، بدون افت وضوح و اشکالات رنگ کرده‌است.

## ساختارهای جدید
فیلترهای کلوزآپ را با شماره‌های ۱ تا ۴ مشخص می‌کنند که هر شماره برای فاصلهٔ معینی بکار می‌رود:
شمارهٔ ۱ برای عکاسی در فاصلهٔ ۵۰ تا ۱۰۰ سانتی متر،
شمارهٔ ۲ برای فاصلهٔ ۳۳٫۵ تا ۵۰ سانتی متر،
شمارهٔ ۳ برای فاصلهٔ ۲۵ تا ۳۳٫۵ سانتی متر
شمارهٔ ۴ جهت عکاسی در فاصلهٔ ۱۹ تا ۲۵ سانتی متر بکار می‌روند.